# Kevin Murphy (baloncestista)
Kevin Marquis Murphy (Atlanta, Georgia, 6 de marzo de 1990) es un jugador de baloncesto estadounidense que pertenece a la plantilla del Antonin de la Liga Libanesa de Baloncesto. Con 1,98 metros de estatura, juega en la posición de escolta.

## Trayectoria deportiva

### Universidad
Jugó durante cuatro temporadas con los Golden Eagles de la Universidad Tecnológica de Tennessee, en las que promedió 15,8 puntos, 4,2 rebotes y 1,9 asistencias por partido. En sus dos últimas temporadas fue incluido en el mejor quinteto de la Ohio Valley Conference, convirtiéndose en el decimosexto jugador de la historia de la conferencia en anotar más de 2.000 puntos. Ya en su última temporada anotó 50 puntos ante SIU Edwardsville Cougars, la mejor marca del año de la NCAA.

### Profesional
Fue elegido en la cuadragésimo séptima posición del Draft de la NBA de 2012 por Utah Jazz. Debutó como profesional el 31 de octubre ante Dallas Mavericks, anotando 2 puntos.
En agosto de 2013, firmó con los Strasbourg IG de la Liga Nacional de Baloncesto de Francia. El 25 de diciembre de 2013, él abandonó a los Strasbourg. A principios de enero de 2014, fue adquirido por los Idaho Stampede de la Liga de desarrollo de la NBA.
A finales de agosto de 2014, firmó con los Utah Jazz.
El 8 de septiembre de 2016 fichó por los Orlando Magic, pero fue despedido el 16 de octubre tras disputar dos partidos de pretemporada.
[actualizar]
En agosto de 2024, luego de haber actuado en el BIG3 como parte del equipo Tri-State, fue contratado como refuerzo extranjero por el Beirut Club de la Liga Libanesa de Baloncesto. Sin embargo dejó el equipo en septiembre de ese año, luego de haber disputado la Super Copa de Baloncesto en Siria. Al mes siguiente fue fichado por el Al Ahli Tripoli de Libia, como refuerzo de su plantel para afrontar el Africa Champions Clubs Road to BAL. El 16 de diciembre fue anunciado como contratación del Antonin de la Liga Libanesa de Baloncesto.

## Estadísticas de su carrera en la NBA

### Temporada regular
| Año     | Equipo | PJ | PT | MPP | %TC  | %3P  | %TL  | RPP | APP | ROB | TPP | PPP |
| ------- | ------ | -- | -- | --- | ---- | ---- | ---- | --- | --- | --- | --- | --- |
| 2012-13 | Utah   | 17 | 0  | 3.1 | .250 | .200 | .000 | .2  | .1  | .1  | .0  | .9  |
| Total   | Total  | 17 | 0  | 3.1 | .250 | .200 | .000 | .2  | .1  | .1  | .0  | .9  |